# Fancheng
Fancheng (en chino, 樊城; pinyin, Fánchéng) es un distrito urbano bajo la administración directa de la Prefectura Xiangyang  en la Provincia de Hubei, República Popular China.  Su área es de 561 km² y su población total para 2010 superó los 820 mil habitantes. 

## Administración
Desde junio  de 2023, el  Distrito Fancheng   se divide en 13 pueblos que se administran en 10 subdistritos y 3 poblados.

## Toponimia
El topónimo Fancheng significa 'La ciudad de Fan'. En el año 827 aC, el rey Xuan de Zhou compensó con un trozo de tierra a Zhong Shanfu (también conocido como Fan Mu), un importante ministro cercano a él. Su feudo se llamó Fan, y a partir de entonces tomó Fan como apellido. 